# Південнокитайське море
Південнокитайське море (малай. Laut China Selatan, в'єт. Biển Đông, кит.: 南海, тагал. Dagat Luzon, індонез. Laut Cina Selatan) — напівзамкнуте море в західній частині Тихого океану між Індокитаєм, Малаккою, Південним Китаєм і островами Тайвань, Лусон, Міндоро, Палаван, Калімантан, Суматра, Банка, Белітунг. Південна межа моря проходить підводним підняттям між Калімантаном і Суматрою (приблизно 3° півд. ш.). Є частиною так званого Австрало-Азійського середземного моря. Одне з найбільших морів Світового океану, площа моря складає 3537 тис.км², об'єм 3622 тис. км³.

## Фізико-географічне положення
На півночі Тайванською протокою (180 км на півночі) поєднується із Східно-Китайським морем, на заході Малаккською протокою (30 км у найвужчому місті) поєднується із Андаманським морем, на півдні протоками Карімата і Геласа поєднується з Яванським морем, на сході протоками Міндоро і Балабак поєднується з морем Сулу, протокою Баші і Лусон на північному сході поєднується з Тихим океаном.
Приморські країни (з півночі за годинниковою стрілкою): КНР, Китайська Республіка (Тайвань), Філіппіни, Малайзія, Бруней, Індонезія, Сингапур, Таїланд, Кампучія, В'єтнам.
|                |                      |
| Акваторія моря | Острови моря (англ.) |

Узбережжя порізане слабко, берега переважно низькі.
Затоки мілководні (до 50—70 м): Бакбо, Сіамська.
Острови: найбільший острів Хайнань, також острови Лабуан, Батан, Бінтам, Сінгапур, багато архіпелагів невеличких коралових островів: Наньшацюньдао (Спратлі), Сішацюньдао (Парасельські), Бунгуран (Натуна), Анамбас, Дуншацюньдао (Пратас). Поблизу узбережжя острови являють собою затоплене продовження материкових гір, острови східної частини моря — коралові.
|                                 |                             |                    |                      |                    |
| Узбережжя Центрального В'єтнаму | Бухта Халонг у затоці Бакбо | Узбережжя Палавану | Мис Маобіту, Тайвань | Узбережжя Сараваку |

## Геологія і рельєф дна
Для Південнокитайського моря характерні активна тектонічна діяльність, часті підводні землетруси, підводні вулканічні виверження. Середня глибина 1024 м.
У рельєфі дна Південнокитайського моря можна виділити 3 зони:
- Континентальний шельф. Більше половини площі моря. Найбільш розвинений в північній і південно-західній частині моря. Глибини Зондського шельфу 30—80 м, поблизу края до 150 м[1].
- Континентальний схил і підводні схили островів. Східчастої структури, до глибин 3000—3600 м.
- Підводна западина. Північно-східна частина моря з глибинами більше 4000 м (найбільша 5560 м, 5245 м[5])[1].

Південна частина моря має досить складний рельєф дна, багато островів, безліч рифів і мілин, вона відділяється від глибокої північної частини крутим уступом (1500 м). Ґрунти на великих глибинах — мул, на мілководдях — піщанистий мул, місцями камінь, галька.
У надрах шельфу Південнокитайського моря прогнозовано зберігається 3,1 млрд нафти, що є предметом суперечки приморських країн.
|                 |                                   |                        |
| Рельєф дна моря | Рельєф дна північної частини моря | Мілина коралового рифу |

## Клімат
Північні й центральні частини моря лежать у субекваторіальному, а південна — в екваторіальному кліматичному поясі. Влітку переважають екваторіальні повітряні маси, взимку — тропічні. Загалом циркуляція мусонного типу, узимку переважає північно-східний мусон, влітку — південний й південно-західний, менший за тривалістю й силою. Швидкість вітру під час зимового мусону сягає 16—18 м/с на півночі, 12—14 м/с у центральній акваторії, 13—15 м/с на півдні. Сезонні амплітуди температури повітря незначні. Середня температура лютого від +15 °C на півночі, до +25 °C на півдні, середня температура серпня від +27 °C до +28 °C. Влітку й восени над морем часто проходять тайфуни, що йдуть із західної частини Тихого океану, інколи утворюються й над самим морем (влітку північніше за 15° пн. ш, восени — південніше). Час проходження тайфуну над морем — 5—12 діб. Атмосферні опади — 2000—2500 мм на рік. На півдні увесь рік панують екваторіальні повітряні маси. Клімат жаркий і вологий зі слабкими нестійкими вітрами. Сезонні амплітуди температури повітря часто менші за добові. Зволоження надмірне, часті зливи й грози.
|                                     |                                            |                              |                                             |                      |
| Кліматограма Гонконгу (північ моря) | Кліматограма Куала-Тренгану (південь моря) | Хмарність над морем у грудні | Хмарність над морем поблизу островів Натуна | Тайфун над Гонконгом |

## Гідрологія
У море впадають річки: Меконг, Менам, Хонгха (Червона), Сіцзян, Капуас, Раджанг. Площа водозбірного басейну Меконгу становить 1 млн км², у гирлі велика дельта з протоками завширшки 2—20 км, під час повені річка виносить у море багато мулу (250 тонн/км³).
Циркуляція вод Південнокитайського моря зумовлена дією мусонів, взимку має циклонічний характер, а влітку — антициклонічний. У західній частині моря влітку південні морські течії, взимку — північні (середня швидкість 1 км/год); в східній частині моря морські течії непостійні, невеликої потужності. Характерним для морської циркуляції є надходження вод Північно-пасатної морської течії Тихого океану взимку через Тайванську і протоку Баші, а влітку через південну протоку Карімата. Водообмін моря з іншими акваторіями океану значно ускладнений глибинами проток: Тайванська — найбільша глибина 70 м, Карімата і Геласа — до 40 м, Малаккський — до 30 м. Основний водообмін відбувається через глибоку западину (2500 м) протоки Баші між Тайванем і Лусоном у північній, найглибшій частині моря (глибинні води Півдненнокитайського моря і Філіппінського — гомогенні); через глибокі протоки Міндоро (450 м) і Балабак водообмін із морем Сулу незначний. Фізико-географічне положення моря зумовлює утворення 3-х взаємопов'язаних типів циркуляції морських вод:
- поверхнева мусонна течія, найбільш виражена в західній частині моря;
- горизонтальна, під час північно-східного мусону в східній частині моря протитечія йде на північ;
- вертикальна, під час мусонів[4].

Припливи у морі складного характеру, добові й мішані, у Тайванській протоці півдобові, висотою до 5,9 м. На узбережжі Північного В'єтнаму висота припливів 3—4,5 м; Центрального — 1,2—1,6 м; Південного — 2—4 м. Швидкості припливних течій 10—150 см/с, залежно від конфігурації узбережжя й рельєфу дна. У річкових системах припливні хвилі переміщуються зі швидкістю 15—25 км/год на відстані до 180 км у Хонгха, до 400 км у Меконзі.
Найбільша протяжність моря збігається із напрямком мусонів, що спричинює взимку велике хвилювання в північній частині акваторії (хвилі завишки 7 м, завширшки 170 м), повторюваність 5-бального хвилювання складає 30 %; влітку хвилювання знижується, 5-бальне хвилювання у 15 % (60 % зиб). Висота хвиль при вітрах в затоці Бакбо складає 3—4 м (до 8 м під час тайфунів), Сіамська затока більш мілководна й захищена, але й тут хвилі можуть сягати 5 м висоти.
Сезонні коливання рівня морської води збігаються із мусонною циркуляцією: максимальний рівень на західному узбережжі в жовтні-березні, на східному — серпень-вересень. Вітрові нагони найбільші на західному мілководному узбережжі, південно-східні мусонні вітри до якого підходять прямовисно. Особливо небезпечні вітрові нагони води від тайфунів, що збігаються у часі з припливами (2,5 м на узбережжі В'єтнаму, до 6 м — Південний Китай). При виході на суходіл тайфуни можуть підтоплювати рисові поля солоною морською водою (в дельті Меконгу на відстань 100 км), зона найбільшого нагону води знаходиться за 3—18 км праворуч від центру циклону.
|                            |                            |                                    |                            |
| Водозбірний басейн Меконгу | Водозбірний басейн Сіцзяну | Дельта Меконгу супутниковий знімок | Рисові чеки дельти Меконгу |

Середня температура морської води на поверхні на півночі в лютому +20 °C, в серпні +28 °C; на півдні в лютому +27 °C, в серпні +29 °C; в Сіамській затоці й на півдні цілий рік вода не охолоджується нижче +28 °C. Сезонні коливання температури найбільші в Тайваньській протоці — 14 °C, найменший в Сіамській затоці — 4 °C. Глибше 200 м термохалінні характеристики слабко реагують на коливання зовнішніх умов. Глибше 2000 м температура води (+2,3 °C) і солоність (34,63 ‰) практично не коливаються протягом року. Узимку термоклин (шар завтовшки 70—90 м, градієнт 26 → 12 °C) залягає на глибинах 70—80 м (150 м поблизу берегів), влітку, через згінні процеси південних течій, термоклин (шар завтовшки 120—140 м, градієнт 29 → 12 °C) підіймається до глибин 30—40 м.

## Гідрохімія
Солоність морської води змінюється від 31,0—33,0 ‰ влітку до 31,5—34,0 ‰ взимку. На розподіл солоності в акваторії моря впливають мусонна циркуляція, атмосферні опади й річковий стік в західній і південній частині. Взимку солоний язик із Тайванської протоки спускається на південь західним узбережжям, а на сході протитечія зменшує солоність вод; влітку антициклональна циркуляція відносить далеко на північ прісні води Меконгу. Галоклин у морі формується нижніми субтропічними водними масами із максимумом солоності, що формуються в зоні пасатів; глибина 175 м у відкритому морі, 150 м поблизу узбереж. У районі протоки Баші солоність океанічних вод дорівнює 34,9 ‰, температура — 23 °C, вміст кисню — 4,5 мл/л. Глибинні води досить однорідні за структурою й подібні до вод Філіппінського моря, солоність на глибинах 2000 м складає 34,5…34,68 ‰, місткість кисню — 2,5 мл/л.

## Біологія
У водах Південнокитайського моря мешкає 900 видів риб, 60 % — види тропіків Тихого й Індійського океанів, 30 % — теплолюбні риби помірних широт. Південнокитайське море багате на рибні ресурси (приблизно 20 видів):
- пелагічні види — тунець (Thunnus), південний оселедець (Sprattus fuegensis), сардини (Sardina), скумбрія (Scomber), летючі риби (Exocoetidae), акули, пеламіда (Sarda sarda);
- придонні види — орбань (Argyrosomus regius), морський вугор (Conger), рифовий окунь (Lutianidae), морський карась (Diplodus), пильчак (Serranus), ставрида (Trachurus);
- донні види — саурида (Saurida), барабуля (Mullus), камбала (Pleuronectidae), морський сом (Pangasius krempfi)[4][5].

У морі окрім риби ведеться вилов морських черепах (Chelonioidea), устриць і трепангів.
|                                       |                |             |                 |                 |
| Риби коралових рифів островів Спратлі | Мушля тридакни | Летюча риба | Зелена черепаха | Сушені трепанги |

## Межі
Згідно «Межі океанів і морів», 3-є видання (1953) Міжнародної гідрографічної організації межі моря визначені:

На півдні. Східна та південна межі Сінгапурської та Малаккської проток [лінія, що з'єднує Танджун-Даток, південно-східна точка Джохора (1°22′ пн. ш. 104°17′ сх. д. / 1.367° пн. ш. 104.283° сх. д.) через риф Орсборо до Пуло-Коко, північно-східного краю острова Бінтан (1°13.5′ пн. ш. 104°35′ сх. д. / 1.2250° пн. ш. 104.583° сх. д.). Північно-східним узбережжям Суматри на захід до Танджан-Кедабу (1°06′ пн. ш. 102°58′ сх. д. / 1.100° пн. ш. 102.967° сх. д.) далі східним узбережжя Суматри до мису Луципара (3°14′ пд. ш. 106°05′ сх. д. / 3.233° пд. ш. 106.083° сх. д.) звідти до Танджун-Нанки, південно-західного краю острова Банка, через цей острів до Танджун-Берикату, східної точки(2°34′ пд. ш. 106°51′ сх. д. / 2.567° пд. ш. 106.850° сх. д.), до Танджун-Джемангу (2°36′ пд. ш. 107°37′ сх. д. / 2.600° пд. ш. 107.617° сх. д.) у Біллітоні, вздовж північного узбережжя цього острова до Танджун-Боероенг-Манді (2°46′ пд. ш. 108°16′ сх. д. / 2.767° пд. ш. 108.267° сх. д.), звідти лінія до Танджун-Самбар (3°00′ пд. ш. 110°19′ сх. д. / 3.000° пд. ш. 110.317° сх. д.), південно-західного краю Борнео.
На сході. Від Танджун-Самбар через західне узбережжя Борнео до Танджун-Сампанманджіо, північної точки, звідси лінія до західної точки острову Балабак і Секамських рифів, до західної точки острова Банкалан і до мису Булілуян, південно-західної точки острова Палаван, через цей острів до мису Кабулі, його північної точки, звідти до північно-західної точки острова Бусуанга і мису Калавіте на острові Міндоро, до північно-західної точки острова Любанг і до мису Фуего (14°08' пн. ш.) на острові Лусон, через цей острів до мису Енганьо, північно-східної точки Лусона, по лінії, що з'єднує цей мис зі східною точкою острова Балінтанг (20° пн. ш.) та до східної точки острова Й'Амі (21°05' пн. ш.) звідти до Гарана-Бі, південної точки Тайваню (Формоза), через цей острів до Сантіо (25° пн. ш.), його північно-східного мису.
На півночі. Від Фукі-Каку, північна точка Формози до Кіушан-Дао (острів Терноу), до південної точки Хайтан-Дао (25°25' пн. ш.) і звідти на захід, паралельно 25°24' пн. ш. до узбережжям Фуцзянь.
На заході. Суходолом, на півдні обмежена Сіамською затокою та східним узбережжям Малайського півострова.

Однак у доопрацьованому виданні «Межі океанів і морів», 4-те видання (1986), Міжнародна гідрографічна організація офіційно визнала море Натуна. Таким чином, південна межа Південнокитайського моря прямує від Бангка на островах Белітунг до островів Натуна.

## Історія

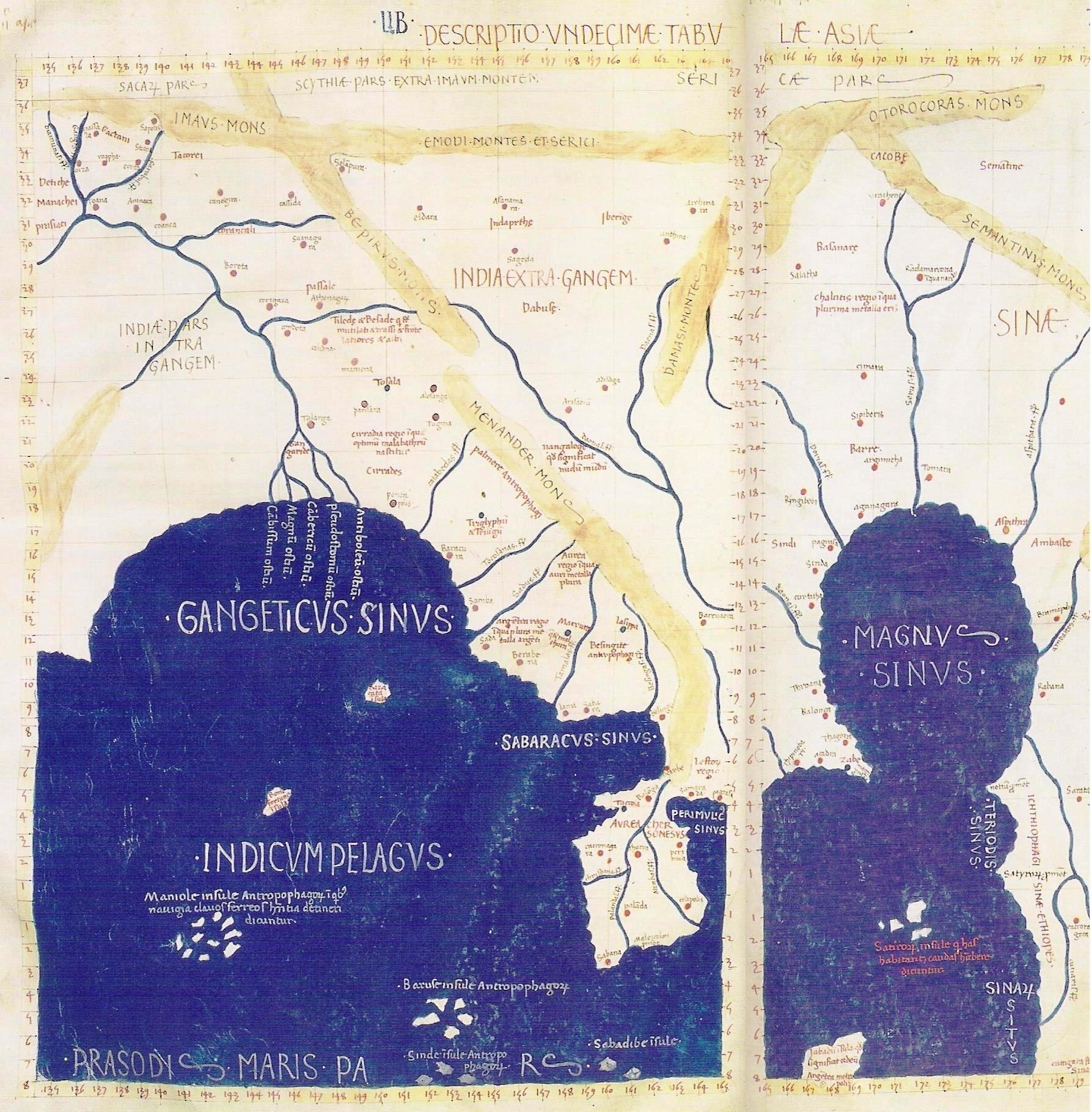
Карта Птолемея показує, що древньогрецькі моряки плавали до Бенгальської та Сіамської заток, а також Південнокитайського моря

Територіальні претензії приморських держав

Море з доісторичних часів було обжите людством, годувало й поєднувало східно-азійські народи. Довгий час Південнокитайське море слугувало перехрестям китайської й індійської цивілізацій, що принесли сюди засади державності, індуїзм, буддизм, а пізніше, з арабами сюди прийшов іслам.
Першими європейцями, що з'явились тут в 1521 році були іспанці навколосвітньої експедиції Фернана Магеллана. Вже в 1553 році португальці отримали право на якірну стоянку і морську торгівлю у півострова Макао, подолавши китайську імператорську заборону XIV сторіччя на торгівлю з іноземцями. З часом Макао перетворився на португальську колонію.
У 1589 році на карті світу фламандського картографа Абрагама Ортеліуса (1527—1598) з'являється деталізована карта моря. У 1806 році тут на шлюпах «Нева» і «Надія» побували Іван Федорович Крузенштерн (1770—1846) і Юрій Федорович Лисянський (1773—1837), учасники першої російської навколосвітньої подорожі.
У 1840—1842 і 1856—1860 роках море стало ареною Другої опіумної війни Франції і Британії проти Китаю, у результаті яких останній відійшов півострів Цзюлун з Гонконгом.
У 1939 році острови Південнокитайського моря були окуповані японцями, створені військові комунікації, станції стеження, попереднього виявлення об'єктів і оповіщення, порт для гідролітаків, база підводних човнів, злітно-посадкова смуга. Проте вже 1945 року були вибиті звідти союзними військами.
За часів воєнного конфлікту тут розквітло піратство під проводом Вонга Кунгкіта, справу якого після смерті продовжила його дружина, легендарна мадам Вонг (1920—?). Під час В'єтнамської війни море було важливою військовою ареною.

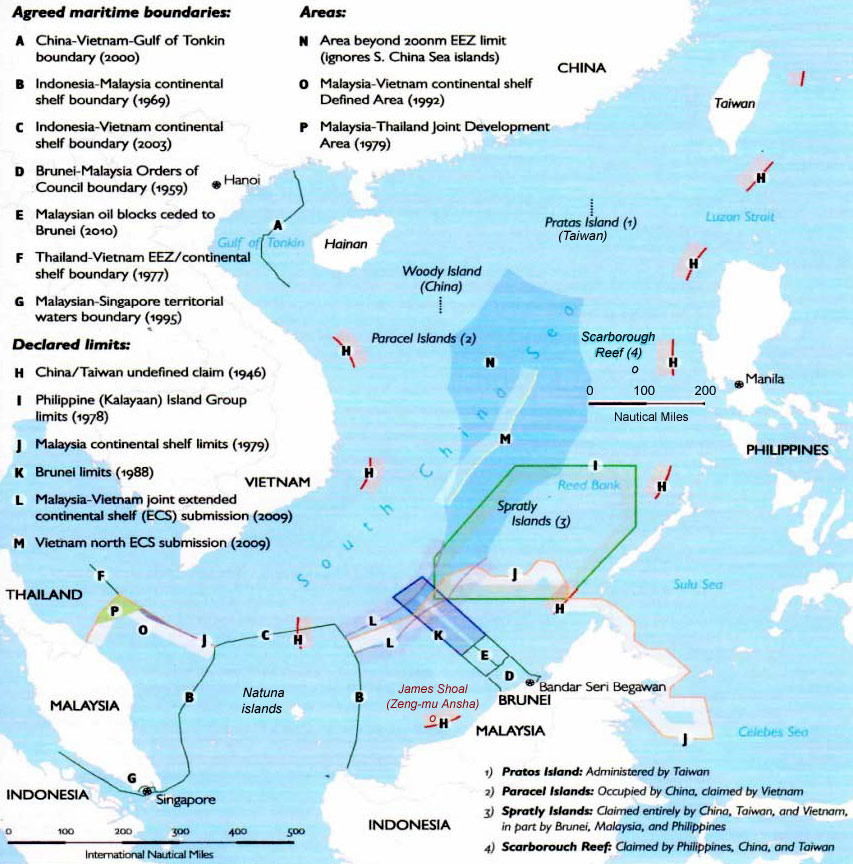
Претенденти на території в Південнокитайському морі: В'єтнам, КНР, Філіппіни, Малайзія, Тайвань, Бруней.

Попри те, що усі приморські країни, за виключенням КНР і Китайської Республіки, на початок XXI століття входять до військово-економічного альянсу АСЕАН, море залишається ареною суперництва за його ресурси.

## Господарське використання
Південнокитайське море перетинає багато транспортних шляхів, що поєднують порти Східної і Південно-Східної Азії з портами Австралії, Індії, Африки. З прадавніх часів народи моря займались виловом риби (у північній частині за допомогою бакланів) й інших дарів моря, збиранням перлів (тепер здебільшого вирощують штучно на фермах). У 1934 році тут була виловлена найбільша перлина в світі (6 кг, 14 × 24 см) у вигляді голови в тюрбані, через що названа «Головою Аллаха» й продана за 42 млн американських доларів. На узбережжі моря, використовуючи кліматичні, морські й природні ресурси у поєднанні з дешевою робочою силою, масово розвивається туризм. Задля збереження біорізноманіття моря й рекреаційно-просвітницьких цілей збудовані національні морські парки My-Ko-Анг-Тхонг (Таїланд) і Сіміладжау (Малайзія).

### Порти
Найважливіші морські порти: Гонконг, Гуанчжоу, Шаньтоу, Бехай, Юйлінь, Хайкоу, Чжаньцзян, Макао (Китайська Народна Республіка), Гаосюн (Тайвань), Маніла (Філіппіни), Хошимін, Дананг і Хайфон (В'єтнам), Банґкок (Таїланд), Кота-Кінабалу, Кучінг, (Малайзія), Бандар-Сері-Бегаван (Бруней), Понтіанак (Індонезія), Сінгапур.
|                |               |                              |               |                    |
| Порт Сингапуру | Порт Хошиміну | Північна гавань порту Маніли | Порт Гонконгу | Порт Кота-Кінабалу |

## Екологія
Екологічні умови моря в останні десятиліття XX століття значно погіршилися у зв'язку із забрудненням акваторії нафтовою плівкою, через збільшення транспортних потоків, початком нафтовидобування на шельфі. Нафтові грудочки поширені в поверхневому шарі води навіть у відкритій частині моря.